# Ендодерм
Ендодерм је унутрашњи клицин лист на гаструли. Представља основу од које ће се процесом органогенезе образовати органи ембриона.
Органи који настају од овог клициног листа су:
- средње црево
- ждрело
- крајници
- пљувачне жлезде
- панкреас
- јетра
- плућа
- тимус
- штитна жлезда
- параштитна жлезда
- првобитне герминативне ћелије
- шкрге кичмењака и др.